# Pavla Milcová
Pavla Milcová (* 15. března 1966 Příbram) je česká zpěvačka a písničkářka. Vystudovala Filozofickou fakultu Univerzity Karlovy, obor čeština – angličtina. Píše písničky v češtině i v angličtině, její první album se skupinou One Off Benighted (1995) je celé v angličtině. Poté začala vystupovat s Peterem Binderem, který se podílel na všech dalších albech. Složila hudbu k několika divadelním představením, napsala písničky pro Anetu Langerovou (album Spousta andělů), Vlastu Horvátha, Jitku Charvátovou či Ondřeje Rumla. S Peterem Binderem také napsala písničku Medonosná pro Marii Rottrovou (album Stopy a box Co mám, to dám). Zpívá např. ve filmu Anděl Páně nebo v písničce skupiny Vltava Prodává se kytara na albu Komedianti se vracejí domů (2011), na kterém se podílel Peter Binder.

## Diskografie
- Pavla Milcová a One Off: Benighted, 1995
- Pavla Milcová & Tarzan Pepé, 1998, oceněno Žlutou ponorkou
- Apollo 14, 2003
- Pavla Milcová a Peter Binder: Mentolový král, 2006